# Trifolium andricum
Trifolium andricum är en ärtväxtart som beskrevs av Per Lassen. Trifolium andricum ingår i släktet klövrar, och familjen ärtväxter. Inga underarter finns listade i Catalogue of Life.